# Ion Dragoslav
Ion Dragoslav (sau I. Dragoslav), pseudonimul lui Ion V. Ivaciuc sau Sumanariu Ion Ivanciuc, (n. 14 iunie 1875, Fălticeni – d. 5 mai 1928, Fălticeni) a fost un scriitor român. A debutat la revista literară săptămânală Sămănătorul, iar mai târziu s-a atașat grupului din jurul revistei Convorbiri critice al lui Mihail Dragomirescu, alături de Alexandru Macedonski și Ion Minulescu. Apoi s-a alăturat curentului modernist al lui Eugen Lovinescu, Sburătorul.

## Biografie
Născut la Fălticeni într-o familie de țărani, Ivaciuc-Dragoslav și-a finalizat studiile gimnaziale în oraș, unde a fost în aceeași clasă cu viitorii scriitori Lovinescu and Mihail Sadoveanu. În mare parte autodidact, a debutat ca scriitor în 1903, când contribuția sa a fost acceptată de revista literară tradiționalistă, Sămănătorul. A studiat Litere și Drept la Universitatea din București în 1904. În acei ani, a publicat primele volume, colecția de poezii Pe drumul pribegiei, urmată de volumele de povestiri Facerea lumii și La han la Trei ulcele.
Lucrările lui Ion Dragoslav i-au impresionat pe doi dintre rivalii literari ai acestuia, Mihail Dragomirescu și Alexandru Macedonski. După cum chiar el amintește într-un articol din 1920, el a găsit un mentor în Macedonski, care l-a călăuzit în cariera literară și l-a ajutat cu sfaturi la prima lor întâlnire de la București. De asemenea, înainte de 1910, Ion Dragoslav a început să contribuie la revista Convorbiri Critice și să ia parte la întâlnirile clubului care aveau loc în casa din București a lui Dragomirescu. Fost membru al societății literare conservatoare Junimea, Dragomirescu s-a dedicat formării unui grup format din foști colegi, alături de scriitori tradiționaliști și neoromantici din grupuri precum Făt Frumos (printre care Emil Gârleanu, Anastasie Mândru, Corneliu Moldovanu și D. Nanu) și grupuri mai eclectice (printre care Panait Cerna, Gheorghe Vâlsan, chiar și Dragoslav).
Dragoslav a locuit în cea mai mare parte la Fălticeni, unde, conform istoricului literar George Călinescu, a trăit o viață boemă, bucurându-se de plăcerea băuturii, tocmai pentru că o rudă de-a sa era deținătoarea unei taverne. El era o prezență constantă la pub-ul La Plosca Verde din Iași. Călinescu notează de asemenea că, deși Dragoslav era un fan al vieții rustice, casa sa era departe de a putea fi considerată o dărăpănătură și că Dragoslov creștea rațe, gâște și porci. Dragoslav a călătorit frecvent în afara Fălticeniului cu o traistă plină de manuscrise, căutând alți scriitori și adresându-se lor cu apelativul „măi, frate-miu”.
Dragoslav a avut o carieră bogată în presa literară și și-a publicat lucrarea, printre altele, în Făt Frumos, Flacăra, Luceafărul, Ramuri, Universul zilnic și Viața Literară. În 1909, după publicarea operelor Fata Popei și Povestea copilăriei, el a intrat în Societatea Scriitorilor Români, o societate formată din profesioniști, fondată de Anghel, Gârleanu și Pavelescu în 1908. În 1910, el a publicat colecțiile Nuvele și Povestiri alese, urmate în 1911 de Povestea trăznetului.
Pentru o perioadă, în 1912, Dragoslav a fost afiliat publicației simboliste și moderniste Insula, coordonată de Ion Minulescu. Potrivit criticului Paul Cernat, Dragoslav era pe atunci un „dizident sămănătorist” si, alături de Constantin Beldie, singura persoană de la Insula care nu era simbolistă. În același an, Dragoslva a fost printre cei care l-au întâmpinat pe Macedonski care s-a întors din călătoria prelungită în Franța. El a văzut întregul eveniment ca o oportunitate pentru a-i reda prestigiul lui Macedonski și, într-un articol din publicația Rampa, el a spus: „<<Macedonski s-a întors>>; acest cuvânt este pe buzele tuturor și sună ca și cum omul s-ar fi trezit din morți.” Împreună cu Stamatiad și Mândru, a instrumentat apropierea dintre Literatorul lui Macedonski și Convorbiri Literare, reușind să-l convingă pe Dragomirescu să-i dea colegului său un review pozitiv.

## Vezi și
- Listă de umoriști români